# حديقة النصر (يريفان)

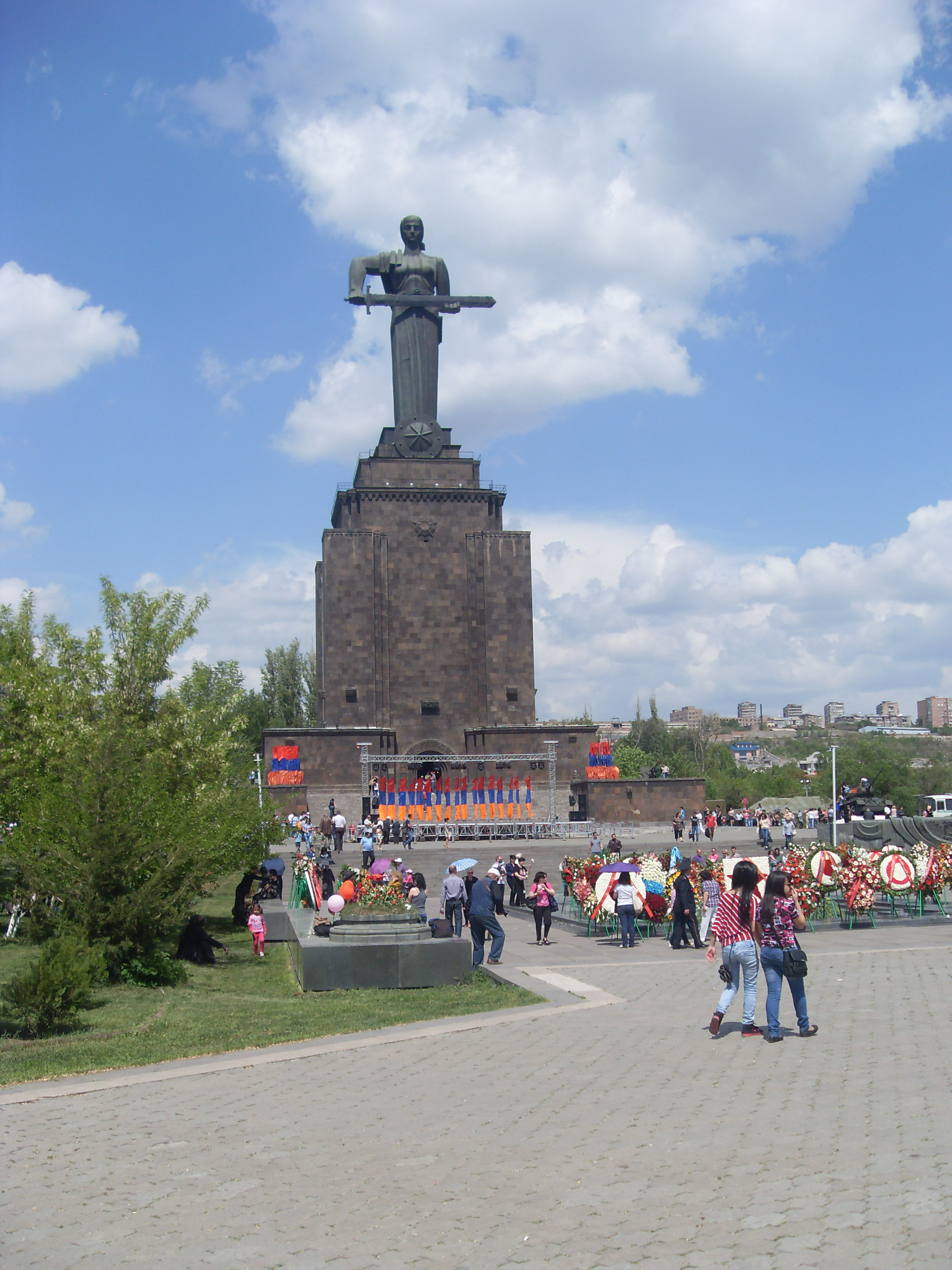
صورة توضح تمثال ماير هايستان

حديقة النصر (الأرمينية:Հաղթանակ» զբոսայգի) هي حديقة تقع في منطقة كناكار زيتون في مدينة يريفان، عاصمة أرمينيا.

## معرض صور

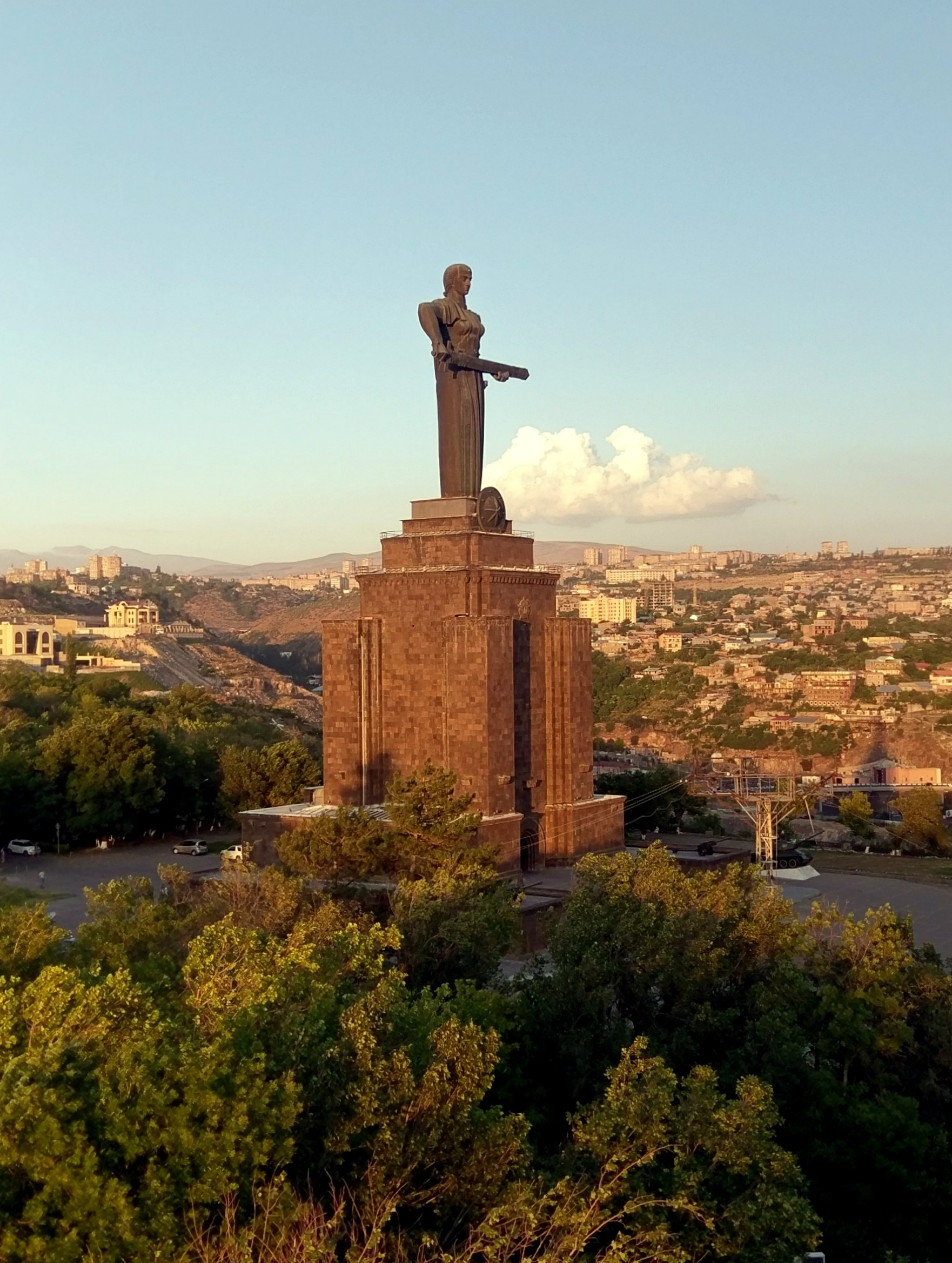
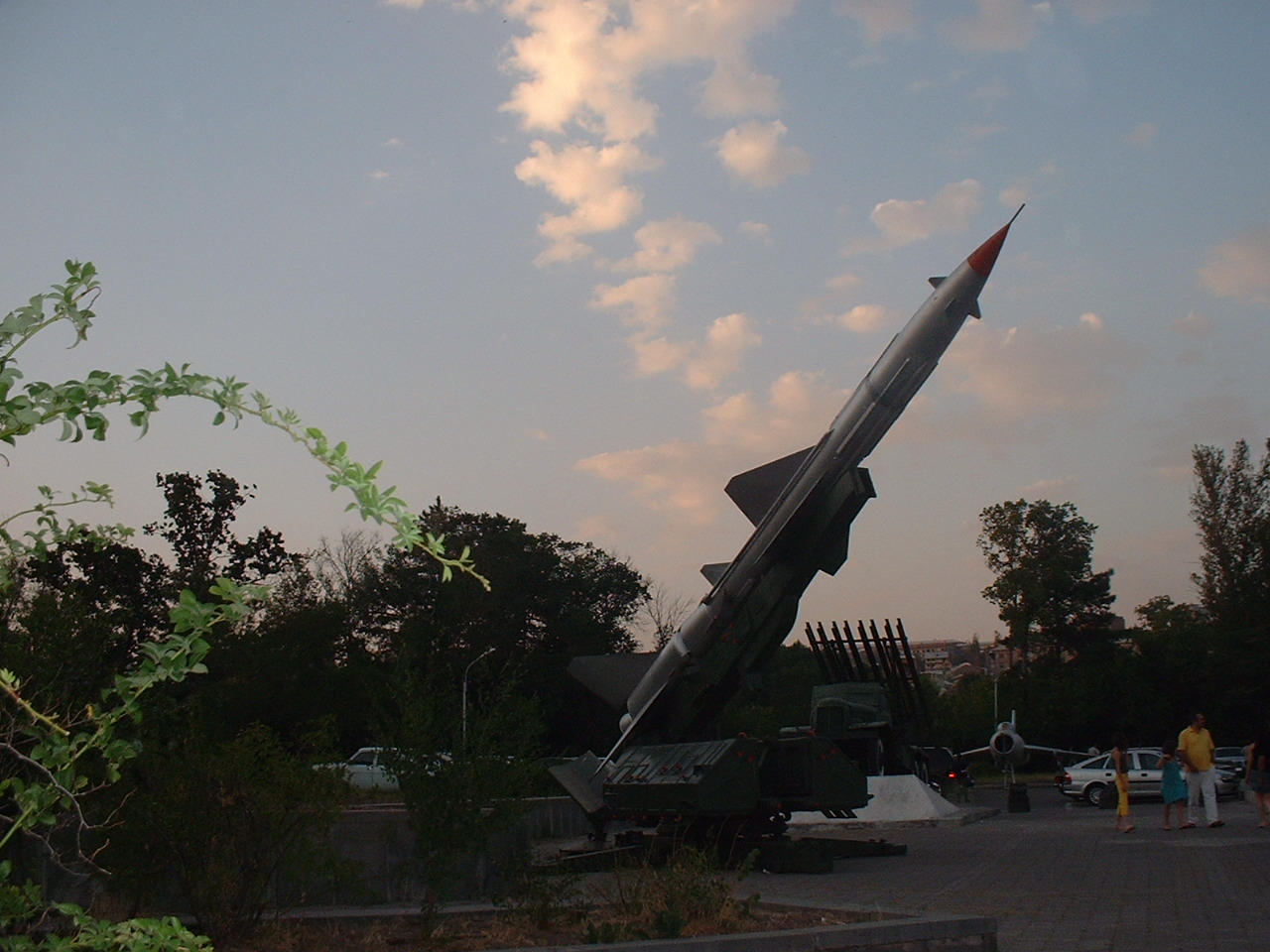
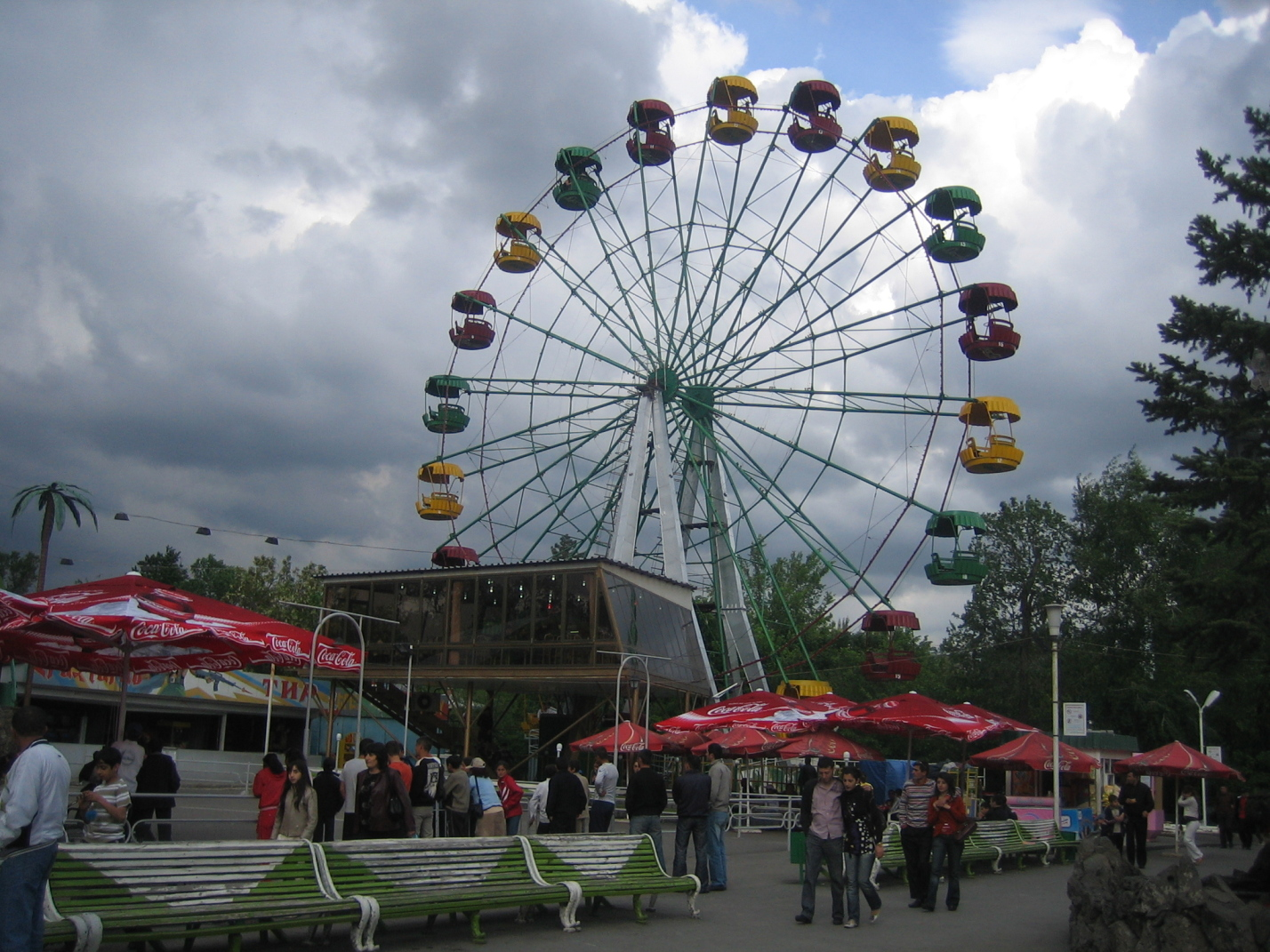
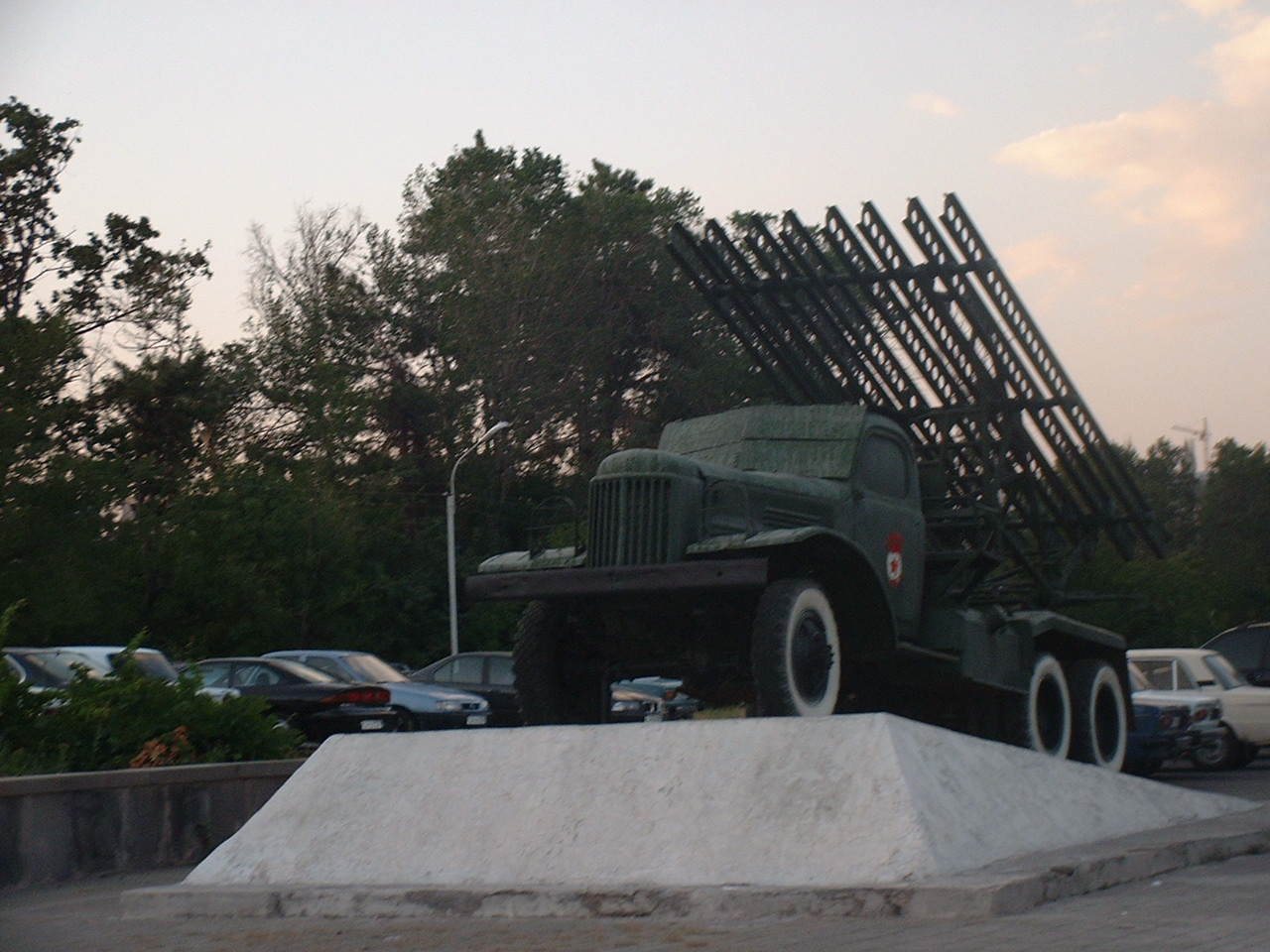